# Шахредин Бухолда
Шахредин Бухолда (на френски: Chahreddine Boukholda), наричан за по-кратко Шано Бухолда (на френски: Chano Boukholda), е френски футболист, който играе на поста централен полузащитник. Състезател на Етър.

## Кариера
Бухолда е бивш играч на вторите отбори на Монако и Лил и на Белененсеш САД, Мафра.
На 27 януари 2023 г. французинът подписва с кърджалийския Арда. Дебютира на 12 февруари при победата с 0:1 като гост на Септември (София).
На 21 юни 2023 г. Шано е обявен за ново попълнение на великотърновския Етър. Прави дебюта си на 17 юли при загубата с 0:1 като домакин на Славия.